# Hind Fraihi
Hind Fraihi (Bornem, 1976) is een Belgisch freelance onderzoeksjournaliste met Marokkaanse wortels. Fraihi heeft in Vlaanderen naamsbekendheid verworven met haar reportagereeks Undercover in Klein-Marokko. Haar onderzoeksdomeinen zijn voornamelijk diverse vormen van extremisme, polarisatie en diversiteit.
Binnen die domeinen heeft ze een aantal internationale reportages op haar conto staan. Ze deed voor BBC een langdurig onderzoek naar de terreuraanslagen in Barcelona en onderzocht voor de Amerikaanse televisie Fusion de aanwezigheid van rechts en islamitisch extremisme in Europa. Dit resulteerde in de documentaire Radicals Rising. Fraihi nam ook deel aan een onderzoek ondersteund door de NAVO over vrouwen en jihadisme.
Fraihi werkt als journaliste voor de onafhankelijke nieuwssite Apache en als columniste bij De Tijd en De Lage Landen.

## Biografie
In 1976 werd Hind Fraihi geboren in Bornem. Haar ouders waren in 1965 vanuit Tanger naar België gekomen als arbeidsmigranten. Hind werd de laatste van vier kinderen en de eerste langverwachte dochter. Thuis werd Arabisch gesproken. Van haar moeder kreeg Hind de liefde voor poëzie en de koran mee, maar ze ging naar een katholieke school. In 1998 maakte ze haar journalistiek eindwerk over Sint-Jans-Molenbeek. Begin 2001 ging Hind met haar moeder op bedevaart naar Mekka. Na de aanslagen op 11 september 2001 werd ze vaker als moslima aangesproken ter verantwoording van terrorisme.
Midden 2001 begon Fraihi als journalist bij Het Nieuwsblad en schreef vanaf 2002 ook voor Het Volk. Eind 2004 mocht ze voor haar kranten twee maand undercover gaan in hartje Molenbeek om de geruchten van moslimextremisme te onderzoeken. Vanaf 1 december 2004 deelde ze een flat in de Ribaucourtstraat met een van haar man gevluchte importbruid. Ze deed zich voor als een studente sociologie die werkte aan een thesis over religiebeleving in gettowijken. Uiteindelijk voelde ze zich toch niet zo veilig, trok weer thuis in en pendelde op en af in gezelschap van haar jongste (struise) broer. Haar toenmalige redactiechef Gunther Vanpraet publiceerde de reportagereeks vanaf 12 maart en concludeerde dat de verregaande islamisering van Molenbeek zorgt voor een moslimenclave waarin actief wordt geronseld voor de jihad. Het Vlaams Belang gebruikte de reportage om de staatsveiligheid ter verantwoording te roepen.
In maart 2006 verscheen de reportagereeks uit de krant in boekvorm als Undercover in Klein-Marokko: achter de gesloten deuren van de radicale islam. Door moslims werd ze afvallig genoemd, maar ze riep in een interview met De Standaard op om extremisme te verwerpen en burgerzin afdwingbaar te maken. In een dubbelinterview met haar broer Tarik Fraihi in De Morgen en Humo (25/03/2006) gaf Hind aan dat ze met haar boek een stem wilde geven aan de gematigde moslim die dat fundamentalisme met lede ogen aanziet. Daarnaast wilde ze het allochtonenthema uit de handen van het Vlaams Belang rukken: "Ik ben tegen moslimextremisme. Het openlijk aanklagen ervan zie ik als een middel om het stokpaardje van extreemrechts af te pakken. Wij moeten dringend zelf kritiek durven te geven op dat deel van onze gemeenschap. Zo geraken we verder dan door te zwijgen. Dat is de manier om het VB klein te krijgen." Ludo De Witte verweet de Fraihi's in te spelen op een islamofobe onderstroom en het boek werd weggelachen als weinig genuanceerd en sterk polariserend.
In 2007 publiceerde Fraihi een boek over het gevecht tegen de ziekte multiple sclerose waar onder meer haar broer tegen vecht. In 2015 publiceerde ze een boek op basis van haar ervaring als moeder van een kind met autisme.
Sinds 2015 coördineert Fraihi het postgraduaat Arabische Wereld en het Midden-Oosten aan de Hogeschool Thomas More. Daarnaast werkt ze als ghostwriter en als researcher/journalist voor vooral buitenlandse media, zoals ABC News. In de zomer van 2015 schreef Fraihi drie stukken rond de islam voor voor De Correspondent.
Na de aanslagen in Brussel op 22 maart 2016 werd Fraihi gevraagd om te getuigen tijdens de hoorzittingen over radicalisering in de parlementaire onderzoekscommissie. Haar undercover onderzoek werd heruitgebracht. Sinds mei 2016 schrijft ze een tweewekelijkse column voor De Tijd.
In 2017 werd Fraihi benoemd tot commandeur in de Kroonorde. Datzelfde jaar was ze de eerste writer in residence van het Kunstencentrum Vooruit in Gent. Waarbij ze een jaar lang mee nadacht over de toekomst en verantwoordelijkheid van Vooruit. Deze samenwerking resulteerde in het essay 'Verbinding in verwarring', waarin Fraihi het gebrek aan diversiteit binnen de culturele wereld op de korrel neemt.
In 2021 publiceert Fraihi, samen met fotograaf Bas Bogaerts, Achter het schild van extreemrechts; het relaas van meer dan twee jaar meekijken in geheime facebookgroepen van extreemrechtse signatuur en het volgen van (verboden) manifestaties. Het boek schetst een ontluisterend beeld van de groeiende aanhang van extreemrechts in Vlaanderen en hoe het Vlaams Belang daar garen bij spint en tegelijk het ongenoegen telkens weer oppookt. "Het zijn emocraten. Gevoelens zijn feiten. Er heerst een dreigend gevoel van verlies: van normen, waarden en financiële middelen. En dat verlies vertaalt zich in een wantrouwen. Tegen het establishment: het is niet mijn regering, niet mijn media, niet mijn universiteit. Dat wordt gevoed door fake news", zegt Fraihi daarover in een interview in De Standaard.
Sinds het voorjaar van 2022 maakt Hind Fraihi deel uit van de redactie van de Vlaamse journalistieke onderzoekswebsite Apache.
- Bibliothèque nationale de France: cb156138706 (data)
- International Standard Name Identifier: 0000 0000 5160 2619
- Library of Congress Control Number: no2007104513
- Nederlandse Thesaurus van Auteursnamen: 292715110
- Système universitaire de documentation: 12326216X
- Virtual International Authority File: 47087879
- WorldCat: E39PBJgCFRddKWMMdryRBgGfv3